# Désir meurtrier (film, 1993)
Pour les articles homonymes, voir Désir meurtrier.
Pour plus de détails, voir Fiche technique et Distribution.
Désir meurtrier (Graffiante desiderio) est un drame érotique italien réalisé par Sergio Martino et sorti en 1993.

## Synopsis
La vie d'un couple est bouleversée lorsque Sonia, la jeune et belle cousine de l'homme, entre dans leur vie. Elle finit par devenir la maîtresse de l'homme qui, très attiré par elle, va la suivre dans une série de transgressions, jusqu'au moment où il découvre que la jeune fille est schizophrène et a un passé très inquiétant.

## Fiche technique
- Titre original italien : Graffiante desiderio[1]
- Titre français : Désir meurtrier[2]
- Réalisateur : Sergio Martino
- Scénario : Sergio Martino, Maurizio Rasio
- Photographie : Giancarlo Ferrando (it)
- Musique : Natale Massara (it)
- Décors : Stefano Massimi
- Costumes : Silvio Laurenzi
- Production : Luciano Martino, Sergio Martino
- Société de production : Dania Film, Devon Cinematografica
- Pays de production :  Italie
- Langue originale : italien
- Format : Couleur
- Durée : 97 minutes
- Genre : Drame érotique
- Dates de sortie :
  - Italie : 9 juin 1993
  - France : 13 septembre 1995[2]

## Distribution
- Ron Nummi : Luigi Moscato
- Vittoria Belvedere : Sonia
- Serena Grandi : Marcella Fabbri
- Andrea Roncato : Dr. Fabbri
- Simona Borioni : Cinzia
- Serena Bennato : Giuliana
- Barbara Cavallari : Francesca
- Alessia Franchini
- Riccardo Perrotti : le père de Luigi
- Viviana Polic